# Сокольники (музейно-просветительский центр)
Музейно-просветительский центр «Сокольники» — один из центров для проведения выставок и конференций города Москвы. Находится в Восточном административном округе на территории парка культуры и отдыха «Сокольники». Это одна из самых старых (год основания — 1959) выставочных площадок в России, положивших начало выставочной деятельности в стране.

## История
Первая выставка в «Сокольниках» состоялась в 1959 году. Эта была американская национальная выставка «Промышленная продукция США», ставшая первым международным мероприятием, демонстрирующим достижения Запада в Советском Союзе. Открыли выставку Н. С. Хрущёв и вице-президент США Р. Никсон. На выставке произошло такое известное историческое событие, как «кухонные дебаты» Никсона и Хрущева в павильоне № 2 на стенде компании General Electric (современная кухня), касавшиеся преимуществ советского и американского образов жизни и их материального выражения.
«Гвоздём» выставки стал круглый павильон купольной конструкции, построенный по системе, разработанной известным американским архитектором и инженером Ричардом Фуллером. Выставка дала импульс к возникновению современной традиции специализированных выставок. Так было положено начало большой выставочной деятельности «Сокольников», которая развивается и сегодня. Можно сказать, что история выставочной деятельности в СССР в ее современном понимании началась именно в «Сокольниках».
В 1960-е годы в парке «Сокольники» началось строительство новых выставочных павильонов. Первые годы выставки проходили только летом, так как здания не отапливались. Экспозиция международной выставки «Интероргтехника» в 1966 году размещалась в 20 павильонах на площади в 50 тыс. кв.м. Павильоны монтировались в разных частях парка в зависимости от потребностей того или иного проекта. В годы расцвета в «Сокольниках» насчитывалось 22 павильона. Наибольшая общая (закрытая и открытая) площадь экспозиции, достигшая 65 тыс. кв. м, была на выставке «Химия-70».
С 1959 по 1976 год в «Сокольниках» прошло 56 национальных и международных выставок. Крупнейшие из них — отраслевые экспозиции полиграфии, химии, машиностроения, автомобильной индустрии и геодезии. За это время выставочные павильоны посетили 19 миллионов человек. Это цифра вдвое превышает численность населения Москвы тех лет. Американская национальная выставка (1959) привлекла более 1,0 млн. посетителей, Французская национальная выставка (1961) около 1,8 млн. Не меньшим интересом пользовались и специализированные промышленные выставки. Например, выставку «Химия - 1965» посетили 1,5 млн. человек. Экспозиция всех этих смотров размещалась, в том числе, и в двух павильонах, оставленных американцами после выставки 1959 года.
В 1989 году объединились немецкая компания «Глахэ Интернациональ» и предприятие «Московская ярмарка» (Moskau Messe), осуществляющее выставочную деятельность в «Сокольниках» и по сей день. Результатом этого объединения стало более регулярное проведение в КВЦ «Сокольники» выставочных и презентационных мероприятий.
2009—2010 годы — был произведён капитальный ремонт старых павильонов, а также возведено два новых — двухэтажный павильон 7А и павильон 4.
В 2011 году МПЦ «Сокольники» становится членом Российского союза выставок и ярмарок, Всемирной ассоциации выставочной индустрии UFI, а также Международной ассоциации конгресс-центров AIPC.
В 2011 году также устанавливается взаимодействие Музейно-просветительского центра «Сокольники» с парком культуры и отдыха «Сокольники», вырабатывается общая стратегическая линия развития.

## Музейно-просветительский центр «Сокольники» сегодня
Сегодня МПЦ «Сокольники» включает в себя 10 павильонов. На территории центра ежегодно проводятся более 200 выставочных мероприятий, а также культурных событий. Среди них популярные среди москвичей и жителей других регионов выставки NAMM Musikmesse Russia, Формула Рукоделия, Эквирос и другие.
Конная выставка «Эквирос» появилась ровно 20 лет назад и на сегодняшний день является знаковым событием в современной истории Музейно-просветительского центра «Сокольники». Из небольшой тематической выставки «Эквирос» вырос в одно из важнейших событий всей конной индустрии. На сегодняшний день проект поддерживают, как известные коммерческие компании, так и государственные структуры. Ежегодно в «Эквиросе» принимает участие большое количество иностранных гостей 
При МПЦ открыт Современный музей каллиграфии, а также Музей русских гуслей и китайского гуциня.

## Социальные проекты Музейно-просветительского центра «Сокольники»
Музейно-просветительский центр «Сокольники» реализует несколько социальных проектов.

### Постоянные проекты
- «Наша победа» — проект, цель которого помогать и поддерживать ветеранов Великой Отечественной войны. В рамках проекта также создан информационный сайт, рассказывающий о подвигах советского народа[11].
- Проект «Для маленьких сердец» — осуществляется совместно с Современным музеем каллиграфии. В музее бесплатно проводятся экскурсии и мастер-классы по красивому письму для детей-сирот и детей с ограниченными физическими возможностями[12].
- «Международная выставка каллиграфии» — проект, посвящённый искусству красивого письма. На сегодняшний день (февраль 2013 года) в проекте задействовано 124 каллиграфа из 43 стран[13].

Музейно-просветительский центр также создал такие проекты, как «Передвижной полярный музей», проекты «Первая выставка в стратосфере» и «Два Парижа».
Также Музейно-просветительский центр выступил автором проекта «Первая рукописная Конституция Российской Федерации» в 2008 году. В ноябре 2012 года этот экспонат выставлялся в Современном музее каллиграфии.

## Фотогалерея

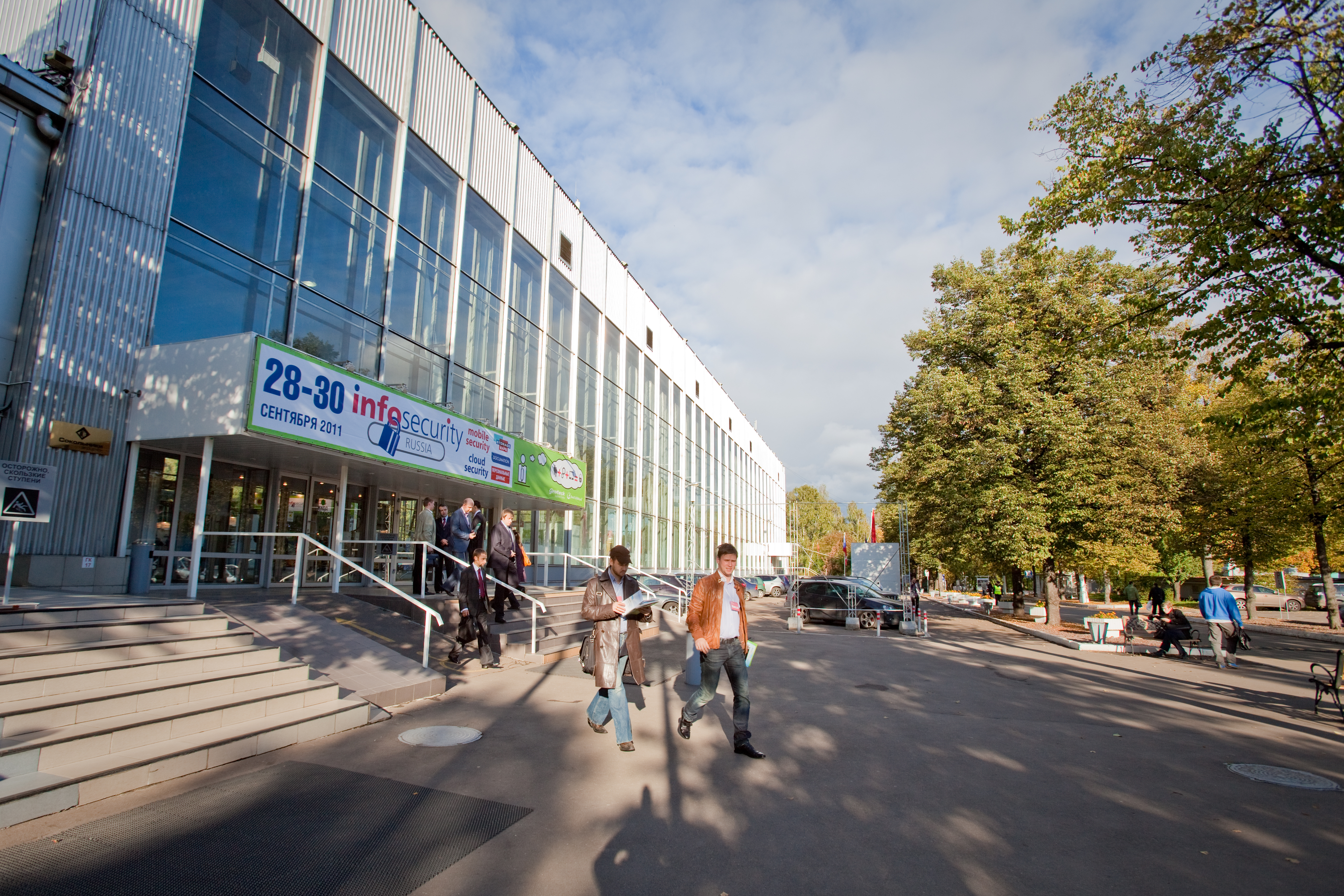
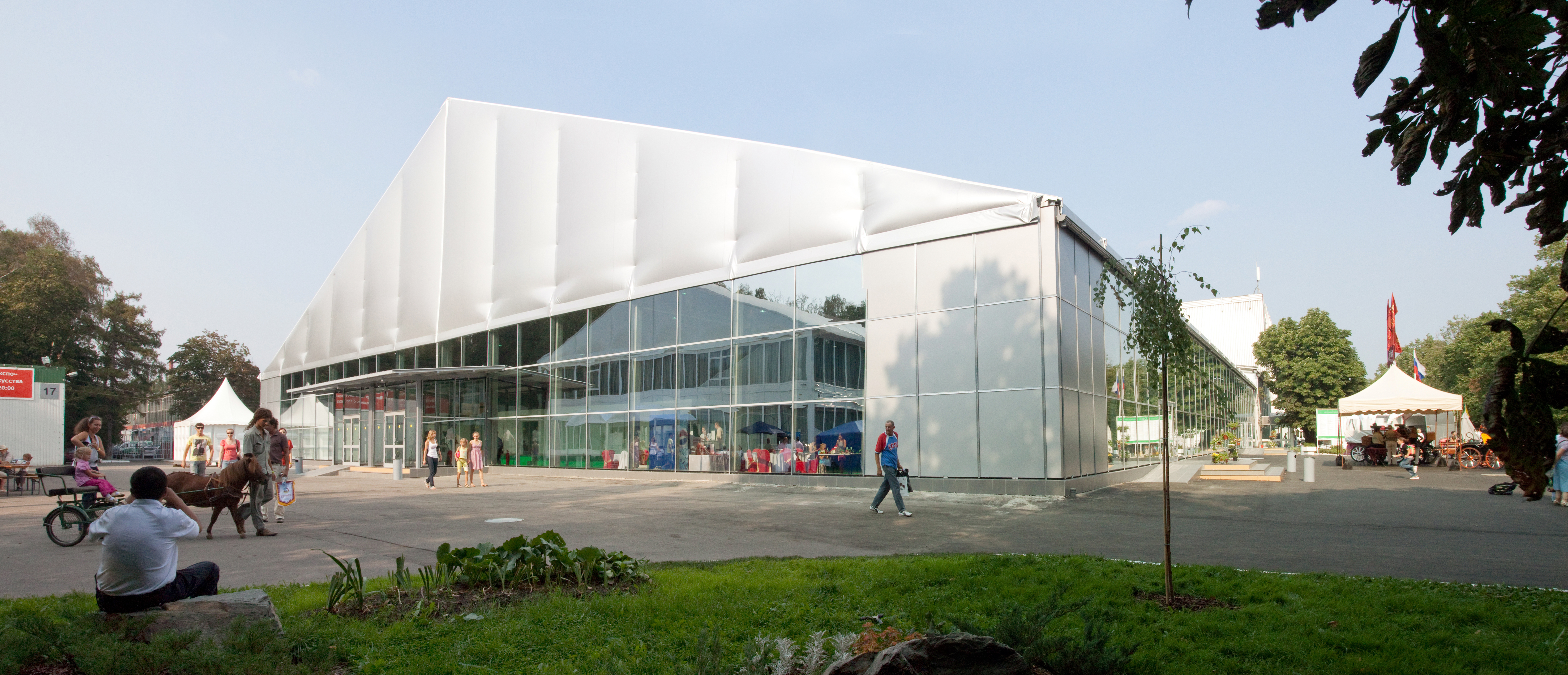
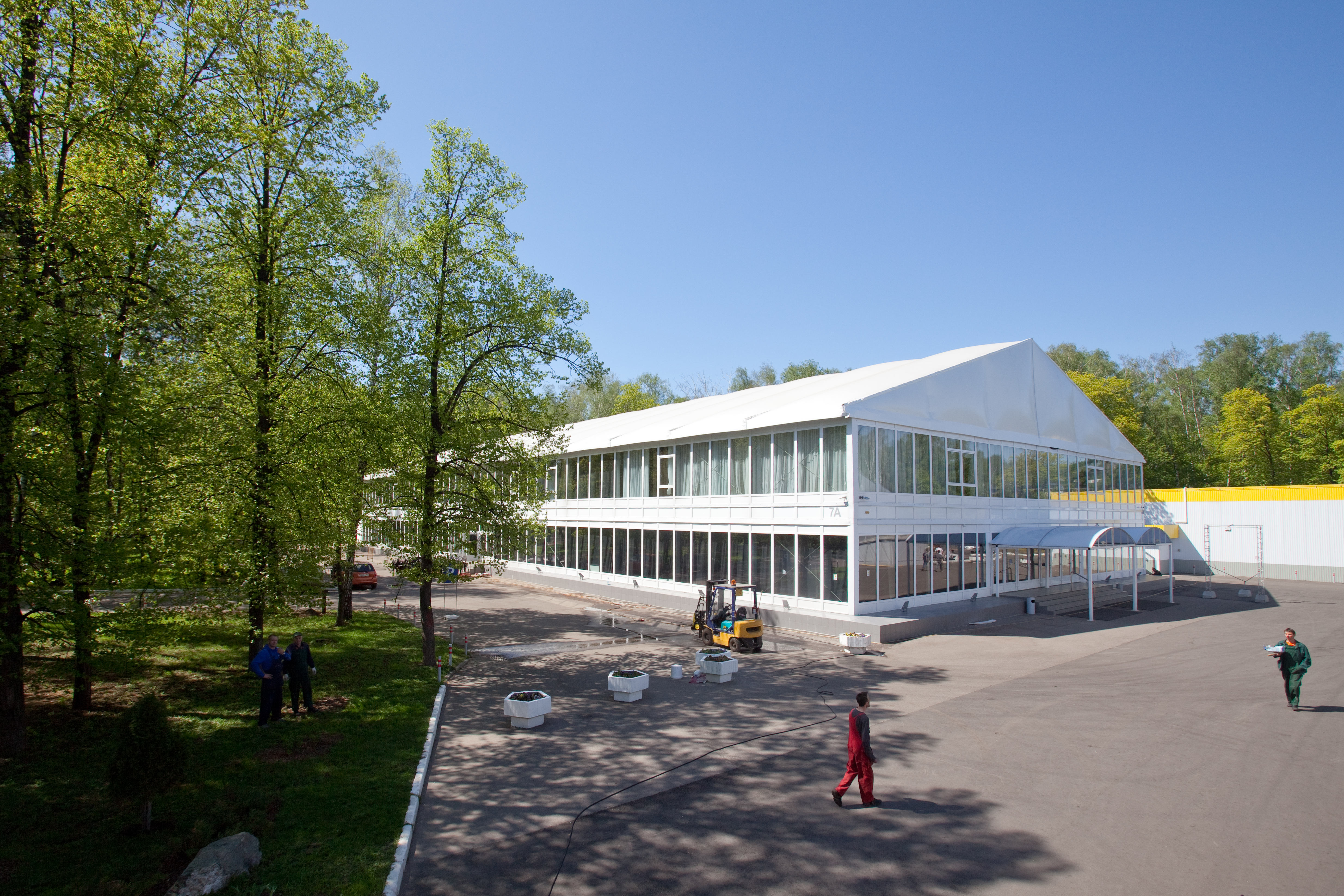
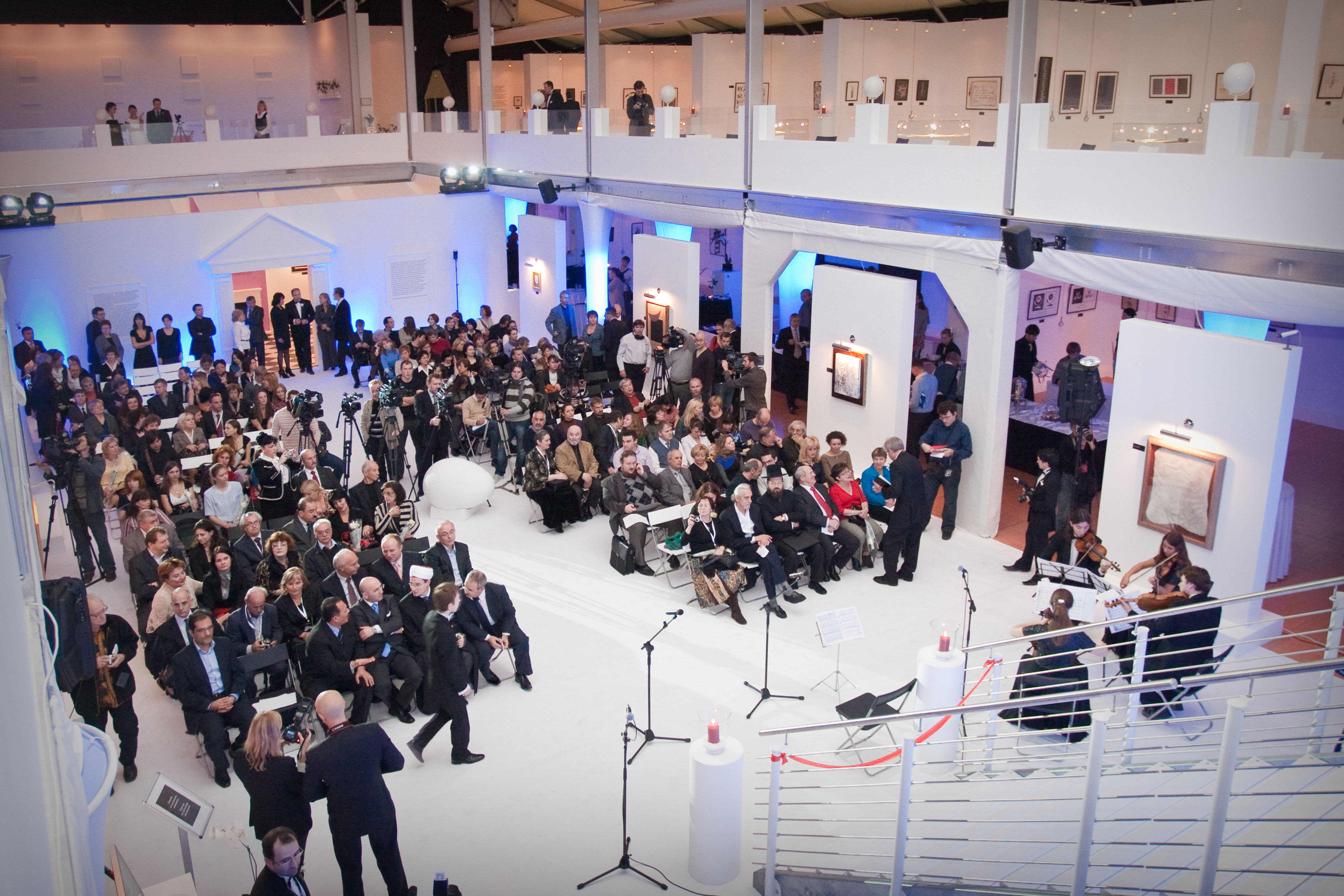
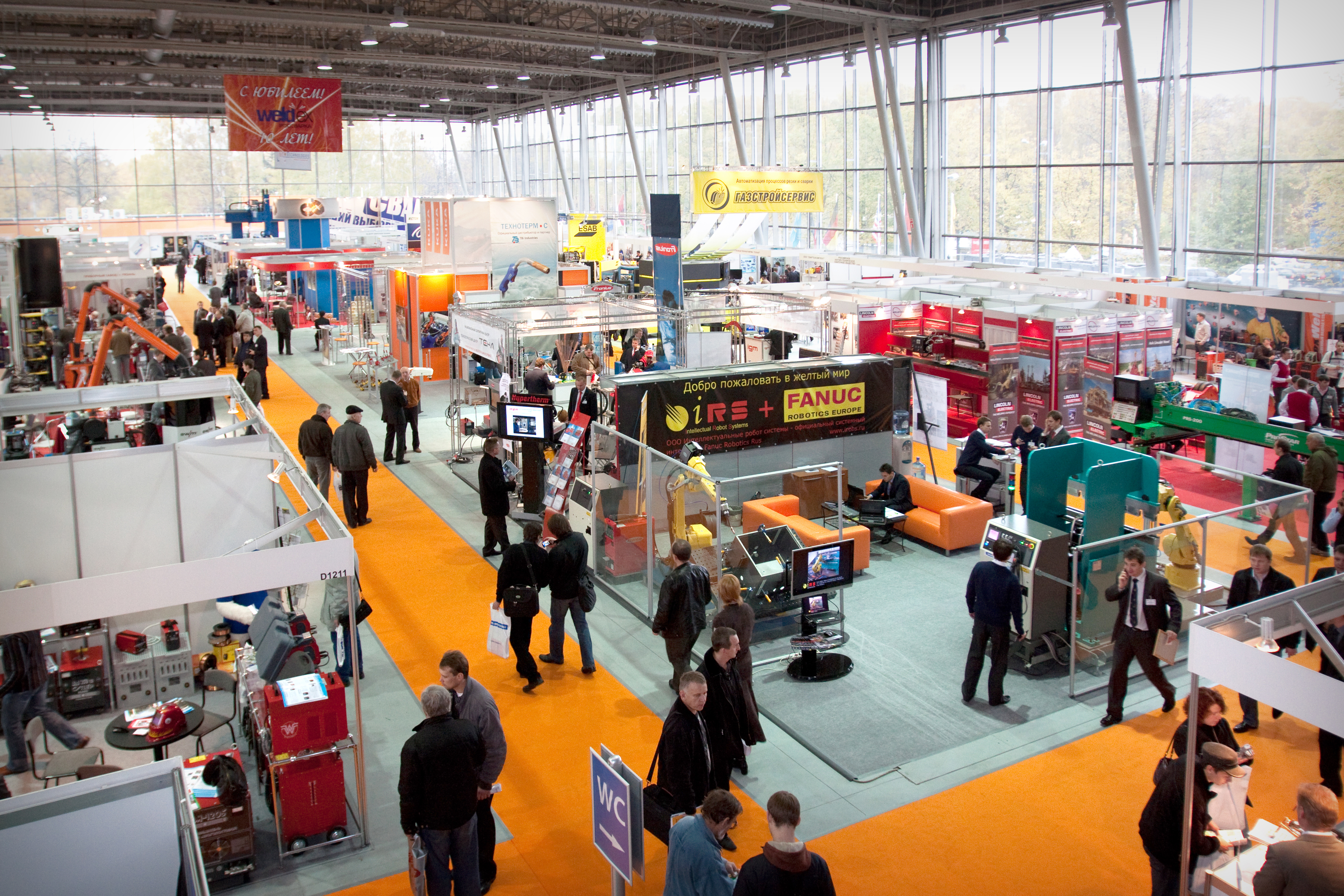
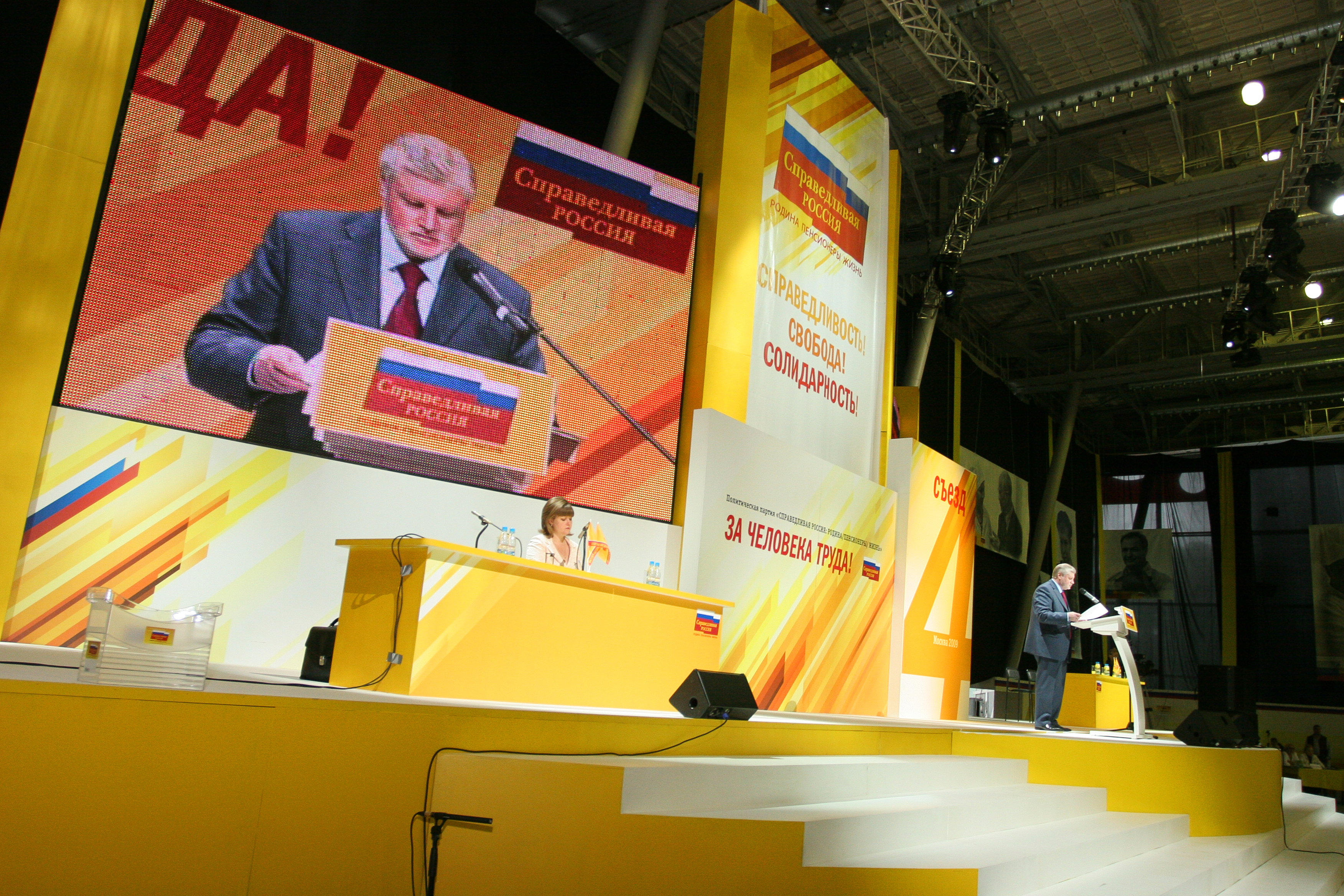
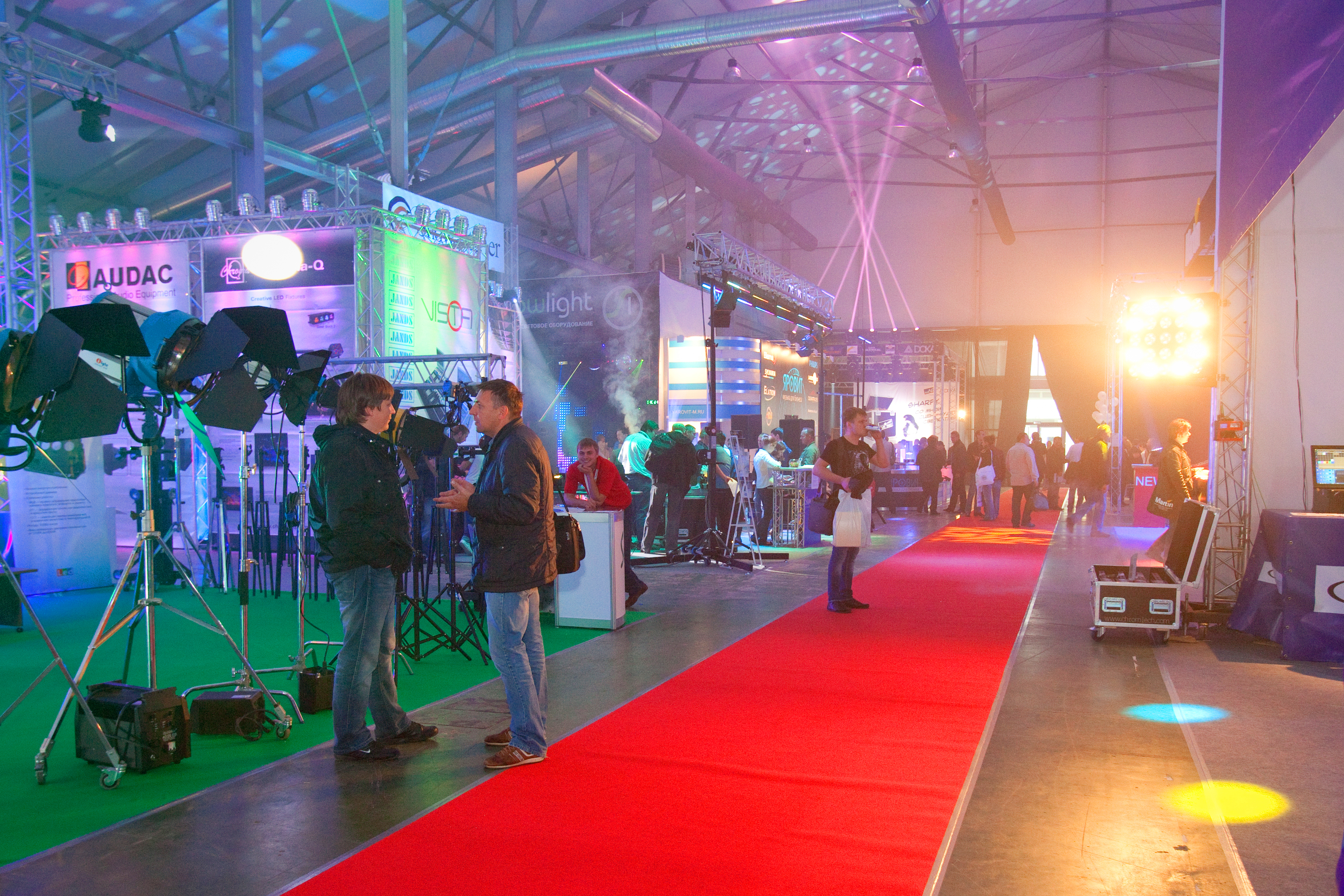
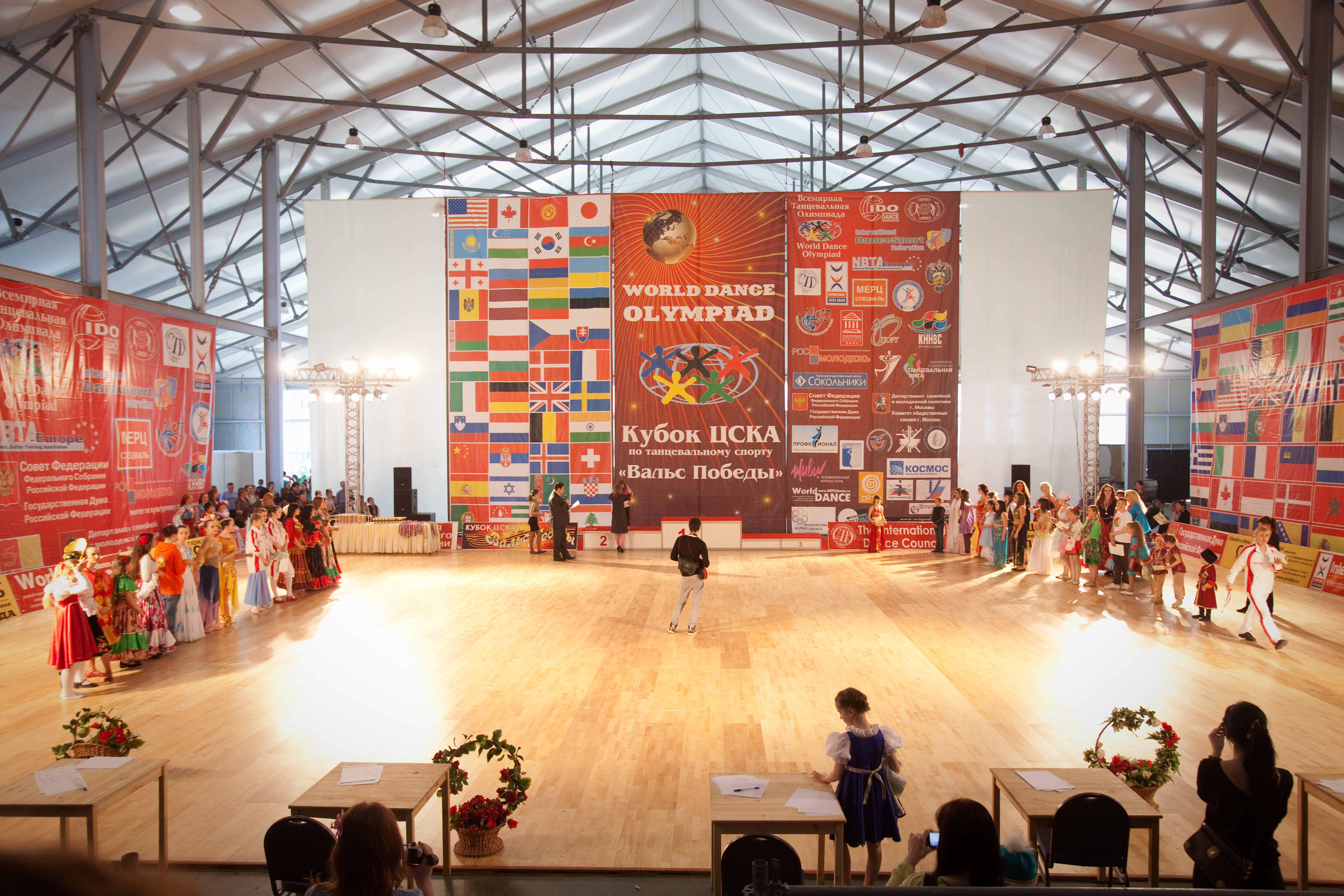
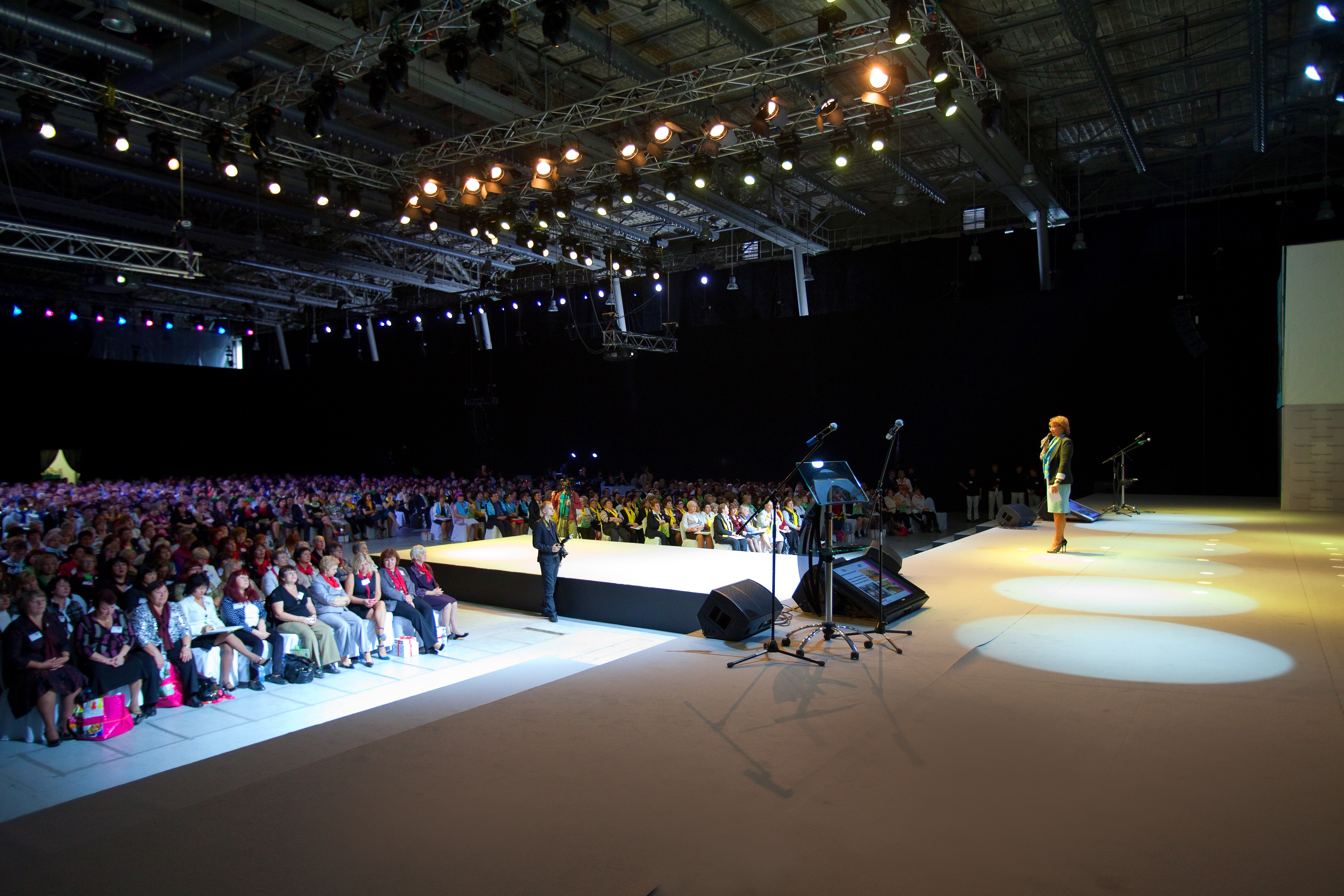
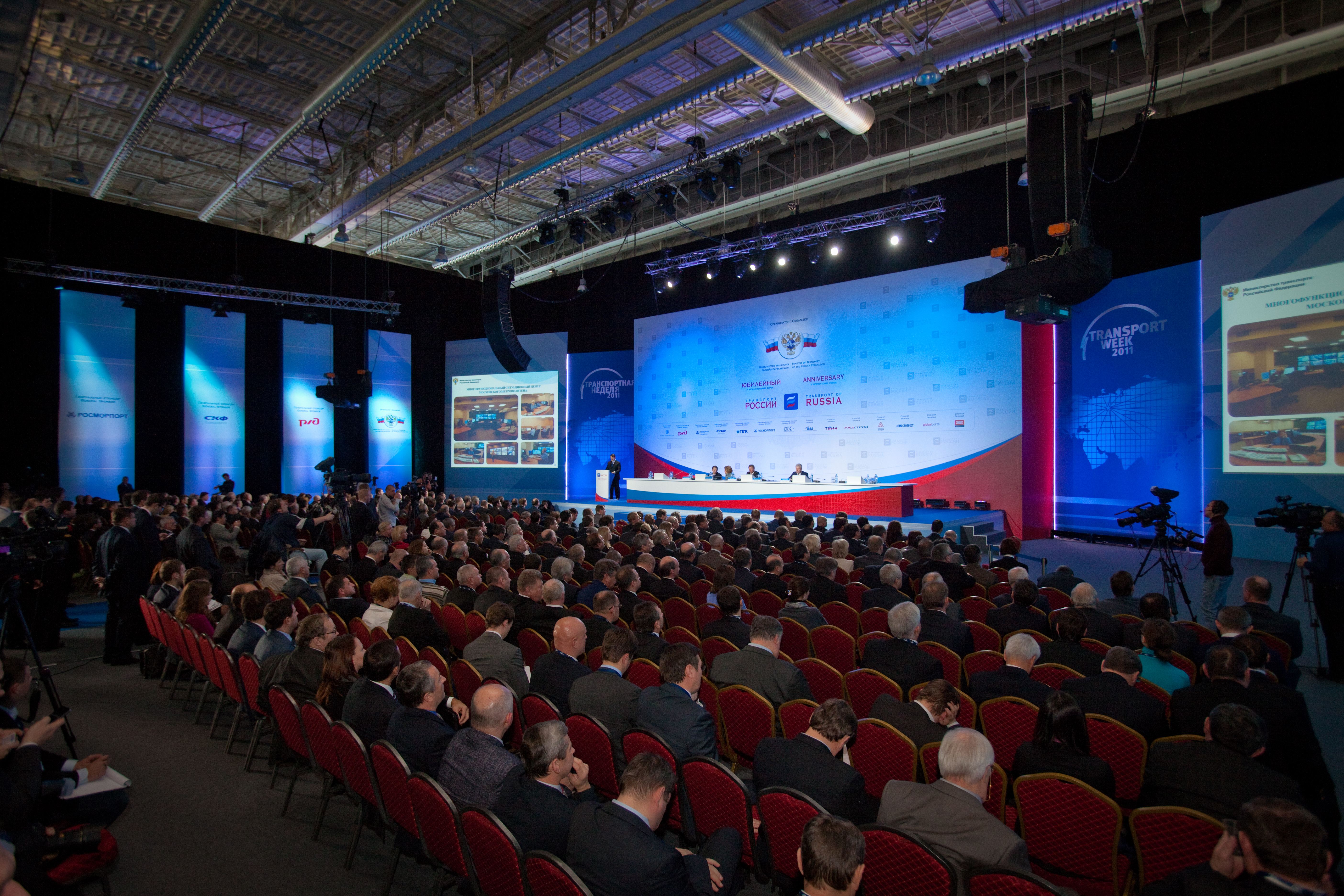
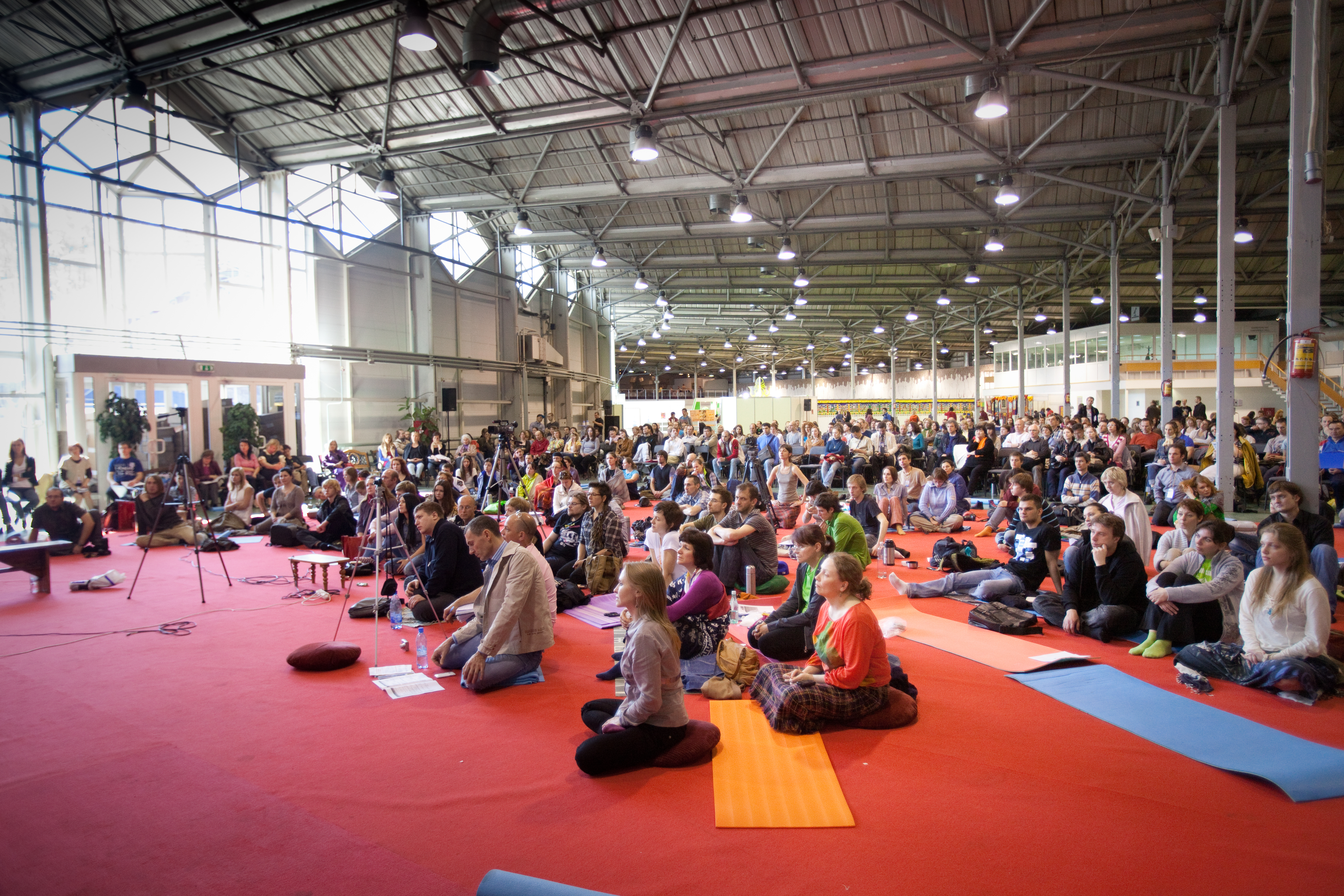
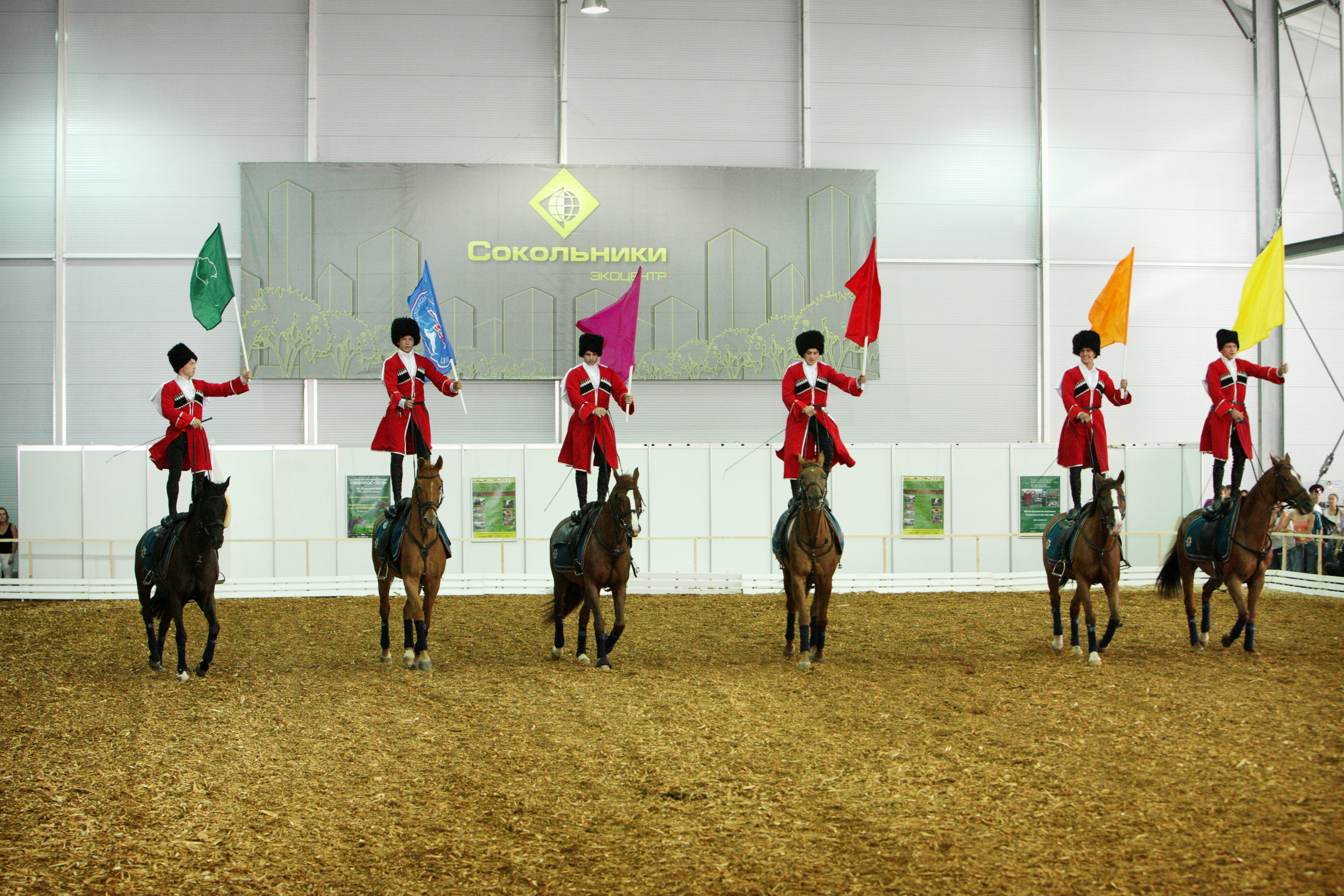
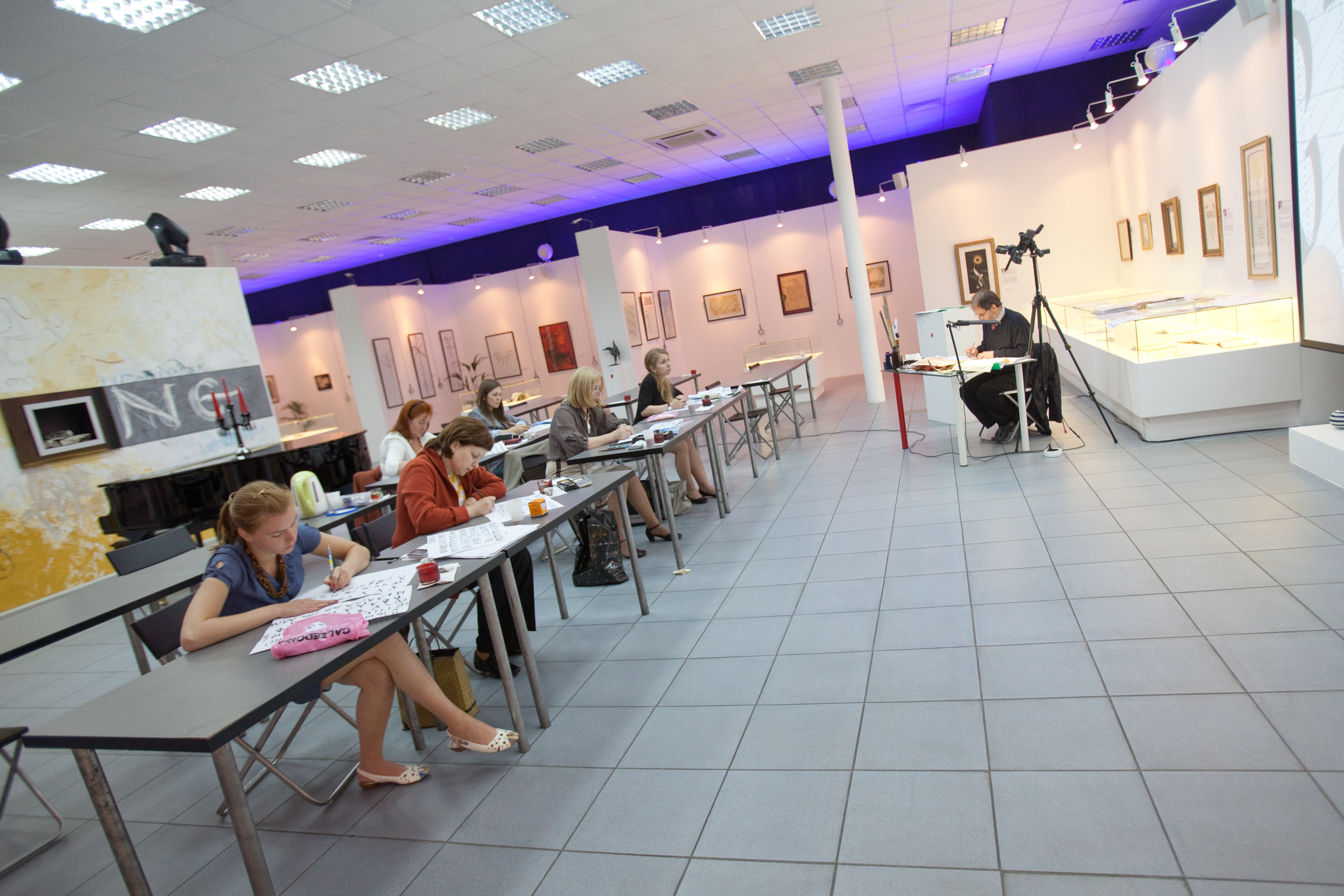
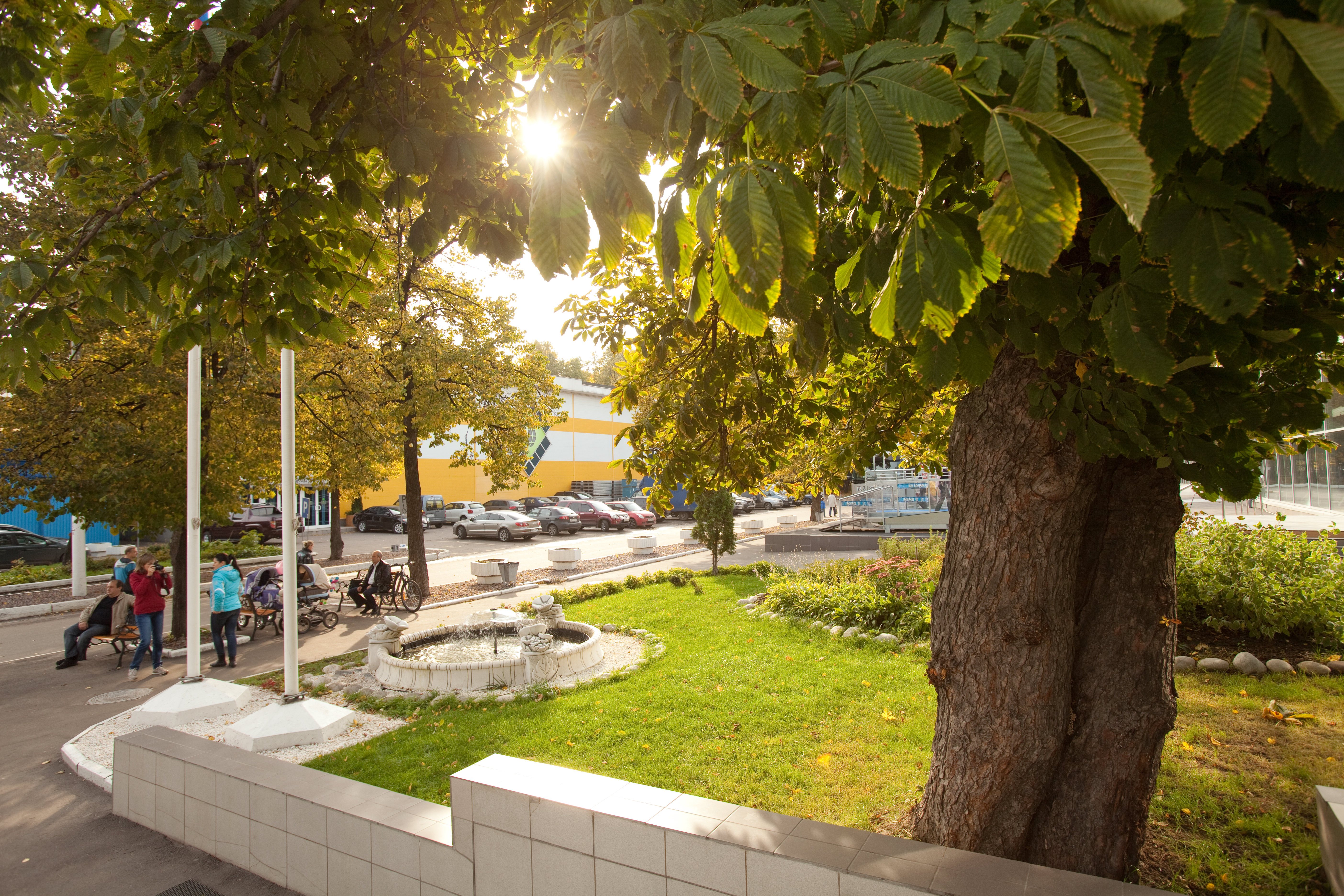
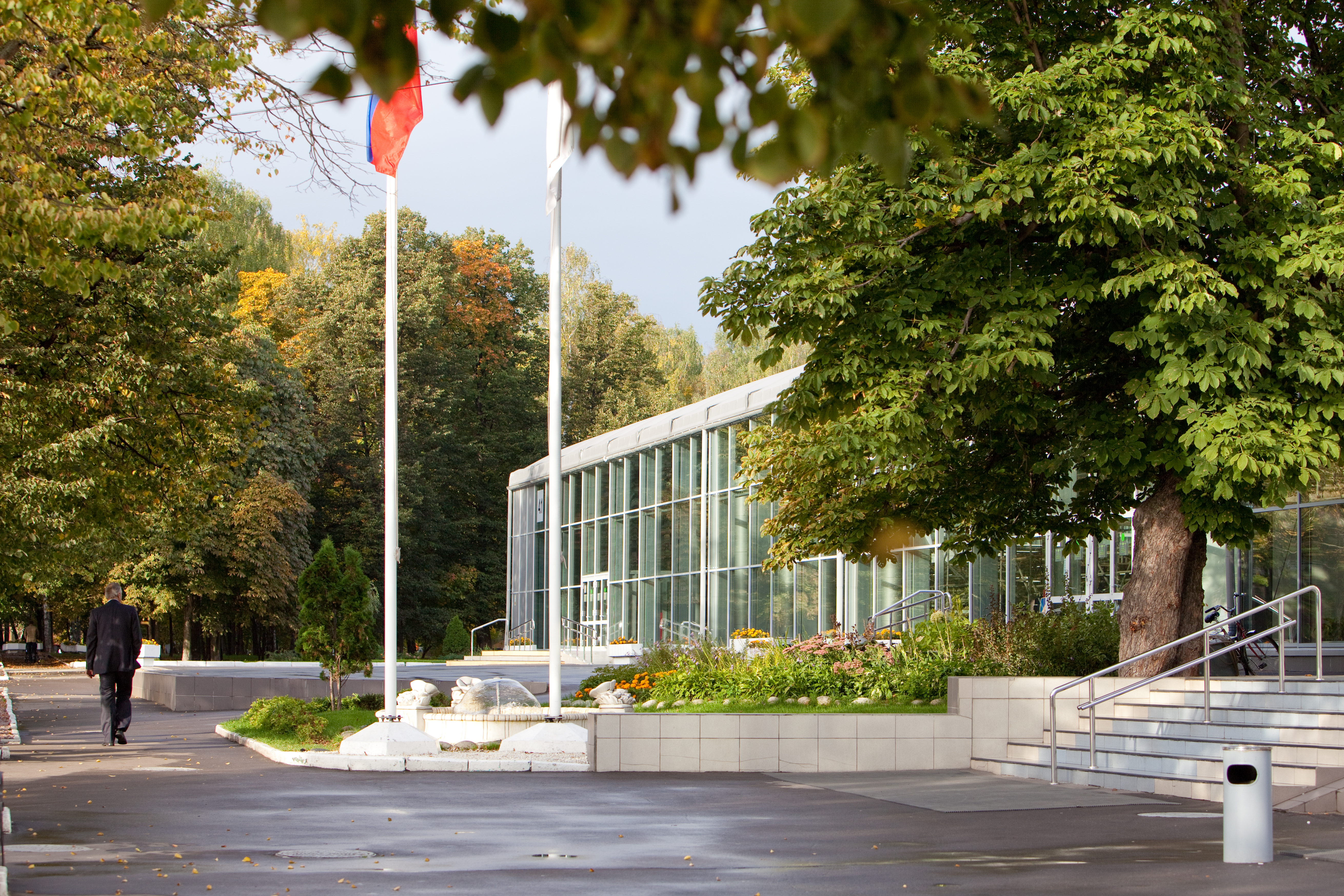